# Miękinia (gmina)
Miękinia (daw. 3 gminy: Przedmoście, Lutynia i Mrozów) – gmina miejsko-wiejska w województwie dolnośląskim, w powiecie średzkim.
Siedziba gminy to Miękinia.
Według danych z 30 czerwca 2020 roku gminę zamieszkiwały 17 333 osoby.

## Położenie
Gmina leży w środkowej części województwa dolnośląskiego, w północno-wschodniej części powiatu średzkiego, przy głównych trasach komunikacji kolejowej i samochodowej, łączących Wrocław z zachodnimi rejonami Polski.
Od wschodu graniczy z Wrocławiem, od północy granicę stanowi rzeka Odra oraz miasto i gmina Brzeg Dolny, od północnego wschodu graniczy z gminą Oborniki Śląskie, od zachodu z gminą Środa Śląska, od południowego wschodu z gminą Kąty Wrocławskie i od południa z gminą Kostomłoty.

W latach 1975–1998 gmina położona była w województwie wrocławskim.

## Ochrona przyrody
Na obszarze gminy znajduje się rezerwat przyrody Zabór chroniący las łęgowy o bogatym składzie gatunkowym.

## Struktura powierzchni
Według danych z roku 2006 gmina Miękinia ma obszar 179,48 km², w tym :
- użytki rolne: 69%
- użytki leśne: 17%

Gmina stanowi 25,49% powierzchni powiatu.

## Infrastruktura

### Transport
Gęstą sieć dróg na terenie gminy tworzą: droga krajowa nr 94 Wrocław – Środa Śląska – Legnica, droga wojewódzka nr 336 Wrocław – Marszowice – Wilkszyn – Brzezinka, drogi powiatowe i gminne.
Gmina, a zwłaszcza jej środkowa część, posiada dogodne powiązania komunikacyjne, zarówno drogowe, jak i kolejowe z Wrocławiem i sąsiednią gminą Środa Śląska. Słabsze połączenie drogowe jest z terenami położonymi na południu, z gminami Kostomłoty i Kąty Wrocławskie, gdzie są drogi niskich klas.
Do roku 2013 połączenie z gminy z terenami leżącymi na północy, na drugim brzegu Odry stanowił prom znajdujący się w rejonie Brzegu Dolnego, a gdy prom nie kursował z powodu zbyt wysokiego lub zbyt niskiego stanu wody, połączenie z terenami na drugim brzegu Odry odbywało się przez mosty we Wrocławiu lub Lubiążu. lub koleją przez most kolejowy na Odrze. 28 października 2013 r. otwarty został most drogowy łączący oba brzegi rzeki.
Przez obszar gminy przebiegają 2 magistralne, zelektryfikowane linie kolejowe znaczenia krajowego:
- Linia kolejowa nr 273 relacji Wrocław – Brzeg Dolny – Wołów – Głogów – Zielona Góra – Szczecin. Pociągi osobowe zatrzymują się na przystankach: Brzezinka Średzka, Czerna Mała i Księginice.
- Linia kolejowa nr 275 relacji Wrocław – Malczyce – Legnica – Węgliniec – Żagań/Zgorzelec. Pociągi osobowe zatrzymują się na przystanku Mrozów i stacji Miękinia[3].

### Zaopatrzenie
Sieć wodociągowa liczy 107 km. Liczba przyłączy do budynków – 2399. Zużycie wody wodociągowej przez gospodarstwa domowe – 30,3 m³/mieszkańca.
W Miękini funkcjonuje oczyszczalnia ścieków, która przyjmuje ścieki z Miękini, częściowo ze wsi Mrozów oraz beczkowozami asenizacyjnymi z pozostałych terenów gminy. Sieć kanalizacyjna ma długość 9 km.

Gmina posiada bardzo dobrze rozwiniętą sieć telekomunikacyjną w postaci linii kablowych doziemnych oraz kablowych w kanalizacji teletechnicznej obsługiwanej przez różnych operatorów.

Wszystkie miejscowości gminy są zelektryfikowane.

Na obszarze gminy brak jest dobrze rozwiniętej sieci gazowej. Gaz posiadają wsie Miękinia, Pisarzowice i Wilkszyn.

## Demografia
Dane z 30 czerwca 2006,:
| Opis                              | Ogółem | Ogółem | Kobiety | Kobiety | Mężczyźni | Mężczyźni |
| --------------------------------- | ------ | ------ | ------- | ------- | --------- | --------- |
| Jednostka                         | osób   | %      | osób    | %       | osób      | %         |
| Populacja                         | 11 635 | 100    | 5886    | 50,6    | 5749      | 49,4      |
| Gęstość zaludnienia [mieszk./km²] | 64,8   | 64,8   | 32,8    | 32,8    | 32,0      | 32,0      |

- Piramida wieku mieszkańców gminy Miękinia w 2014 roku[8].

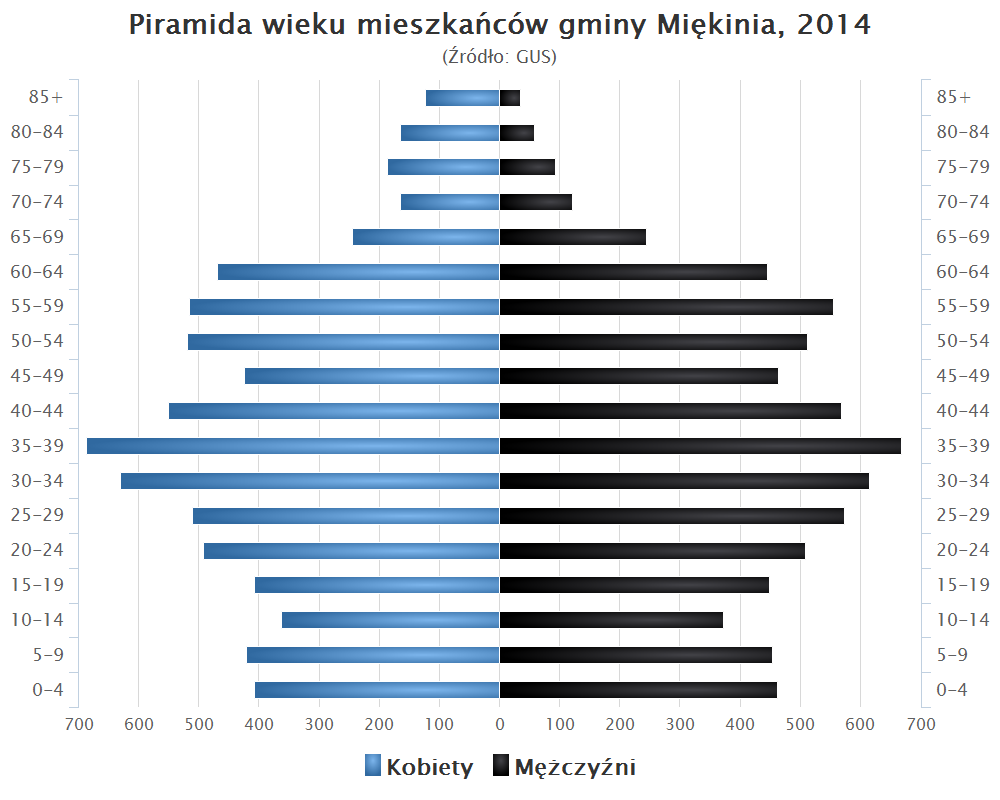

## Sąsiednie gminy
Brzeg Dolny, Kąty Wrocławskie, Kostomłoty, Oborniki Śląskie, Środa Śląska, Wrocław